# Grønlandsfonden
Grønlandsfonden blev oprettet efter M/S Hans Hedtofts forlis den 30. januar 1959. De afdødes familier var berørt af denne begivenhed, og der blev derfor, af den socialdemokratiske statsminister H.C. Hansen oprettet en landsindsamling i både Danmark og Grønland, som i alt indsamlede 3,7 mio. kr. Grønlandsfonden skulle sikre de pårørende fra økonomisk nød.
Grønlandsfonden af 1959 ophørte som selvstændig fond 1. juni 2005 med 6,1 mio. kroner på kontoen og blev lagt sammen med nogle andre grønlandske fonde.